# One Ungheria
One Ungheria (in ungherese: One Magyarország), precedentemente conosciuta come Vodafone Ungheria fino al 1º gennaio 2025, è un fornitore ungherese di servizi di telecomunicazione. Ha iniziato le sue attività nel 1999 come operatore di rete mobile dopo aver ottenuto la terza licenza GSM 900/1800 MHz nel paese ed è stato il primo fornitore a operare nella banda DCS1800 in Ungheria.
One è il secondo più grande operatore di rete mobile del paese. L'operatore deteneva una quota di circa il 27% del mercato nel secondo trimestre del 2020. Nel secondo trimestre del 2024 controllava circa il 29% del mercato.

## Storia
One, precedentemente conosciuta come Vodafone, è un operatore di telecomunicazioni attivo in Ungheria dal 1999. All’inizio la copertura era limitata a Budapest e alle grandi città, ma entro il 2002 raggiunse il 90% del territorio nazionale.
Nel 2003 ha superato il milione di clienti, e nel 2004 ha ottenuto la licenza per la rete 3G. Nel 2009 ha collaborato con Magyar Posta per lanciare Postafon, il primo operatore virtuale mobile in Ungheria. Ha anche avviato i test della rete LTE a Budapest e introdotto piani tariffari con chiamate e messaggi illimitati.
Nel 2012 ha lanciato Tesco Mobile in joint venture con Tesco e ha ampliato la copertura 3G nella metropolitana di Budapest. Lo stesso anno ha completato la modernizzazione della rete e introdotto la rete HSDPA+ e LTE a livello nazionale.
Il 31 gennaio 2023, Vodafone Ungheria è stata acquisita da Antenna Hungária (51%) e dallo Stato ungherese (49%). Dal 1º gennaio 2025, la società ha cambiato nome in One, riflettendo il nuovo assetto proprietario.